# Afrique Airlines
Afrique Airlines est une ancienne compagnie aérienne béninoise créée en 2002. Basée à Cotonou au Bénin, elle assure des vols entre Paris et la capitale économique béninoise jusqu'en 2003.
Elle cesse officiellement ses activités en 2006.

## Présentation
Fondée en 2002, Afrique Airlines commence ses activités en 2003. Elle effectuait des vols Cotonou-Paris-Cotonou depuis l'aéroport Cadjehoun. Sa flotte comprend alors un seul avion Airbus A310-300 loué à la compagnie de location d'avions Eagle Aviation France.
La compagnie cesse officiellement ses activités en 2006.